# Žitenice (zámek)
Zámek Žitenice je zámecká budova ve stejnojmenné obci v okrese Litoměřice. Stojí na místě starší tvrze, ale dochovaná podoba je výsledkem barokní přestavby a úprav po požáru v roce 1806. Zámek je chráněn jako kulturní památka.

## Historie

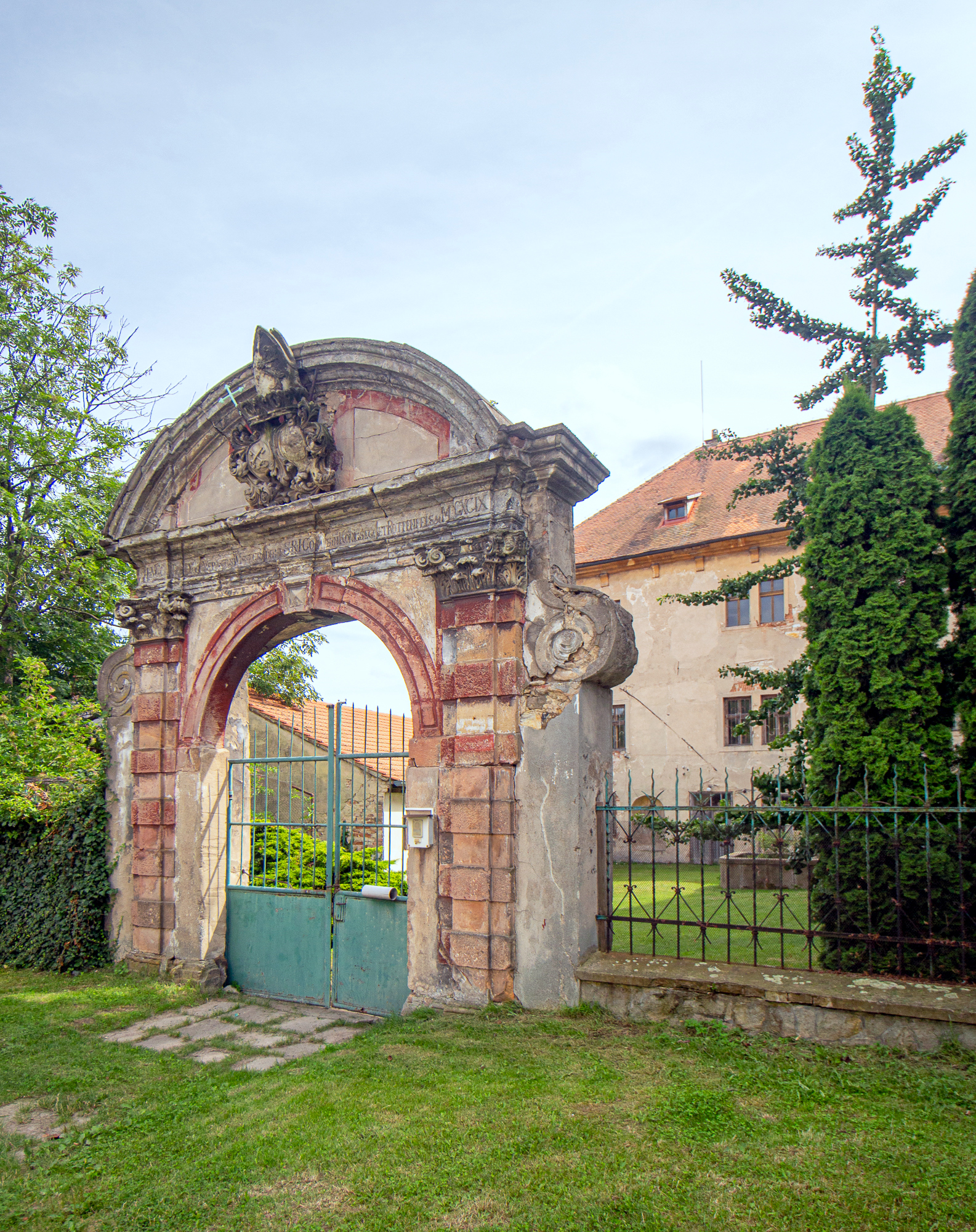
Vstupní brána

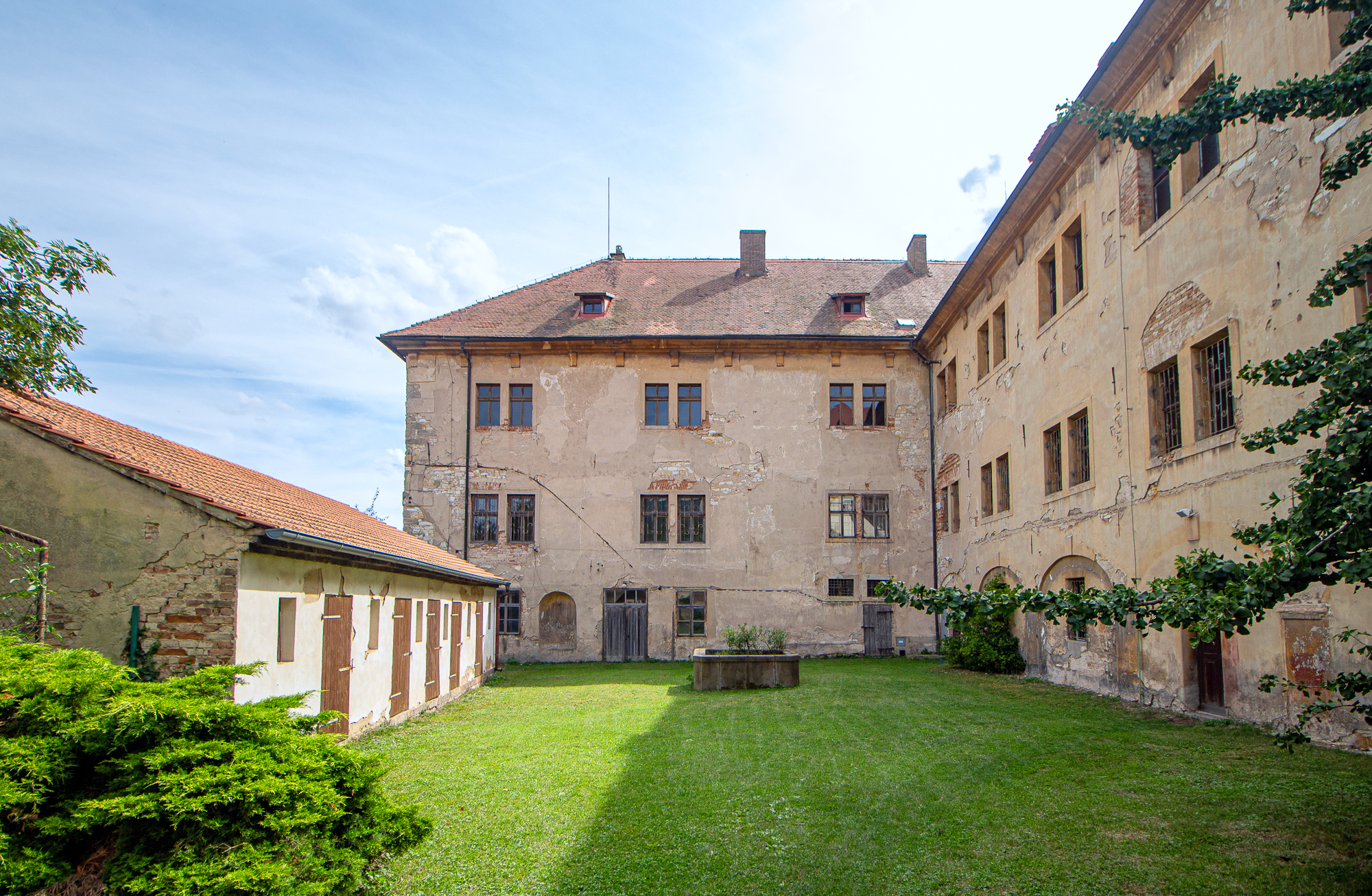
Nádvoří

Prvním panským sídlem v Žitenicích byla gotická tvrz. Není jisté, kdy vznikla, ale předpokládá se, že existovala v roce 1472. Tehdy vesnici dostala jako věno Ludmila, dcera kancléře Jiřího Prokopa z Rabštejna. Ludmila se provdala za královského hofmistra a později nejvyššího písaře Jana z Roupova, který byl za své služby povýšen do panského stavu. Páni z Roupova měli Žitenice v zástavním vlastnictví až do roku 1621. Janův syn Petr panství zastavil Jindřichu Brozanskému z Vřesovic a zemřel dříve, než jeho synové Václav a Jan dosáhli dospělosti. Jejich poručníci se snažili panství vyplatit, ale Roupovcům se vrátilo až po rozhodnutí zemského soudu z roku 1556. Tvrz připadla Janovi a Václav žil ve mlýně až do smrti v roce 1578. Jan potom panství rozšířil o sousední Trnovany.
Ze tří Janových synů Žitenice zdědil nejstarší Petr Oldřich z Roupova, ale kvůli projevům šílenství ho zastupovali poručníci. Po smrti bratra Jana Šťastného z Roupova celé panství nakonec připadlo Václavu Vilémovi. Roku 1611 vyplatil sedm tisíc kop míšeňských grošů vyšehradské kapitule a císař Rudolf II. mu panství zapsal jako dědičný statek. Na žitenickou tvrz, kterou nechal přestavět v renesančním slohu, zval soudobé humanisty a vzdělance. V letech 1618–1620 se postavil do čela stavovského povstání a stal se předsedou jeho direktoria. Po bitvě na Bílé hoře odešel ze země a roku 1621 byl odsouzen ke ztrátě hrdla, statku a cti. Žitenické panství získal vyšehradský probošt Jan Kryštof Kilián.
Václav Vilém z Roupova dále žil v exilu, ale roku 1627 požádal císaře Ferdinanda II. o odpuštění a přislíbil, že proti němu již nevystoupí. Svůj slib však porušil, když se roku 1631 přidal k saskému vpádu, během kterého byly dobyty Litoměřice. Na krátký čas opět vládl svému panství, ale po ústupu saského vojsko musel také odejít a roku 1634 byl znovu odsouzen ke ztrátě veškerého majetku. V roce 1641 se do Čech vrátil s vojskem generála Banéra, ale v září téhož roku v Litoměřicích zemřel.
Žitenické panství potom patřilo vyšehradská kapitule. Probošt Ferdinand Leopold Beno z Martinic nechal v polovině sedmnáctého století upravit kostel svatého Petra a Pavla a tvrz přestavět na barokní zámek. Práce na zámku byly dokončeny až za probošta a pozdějšího litoměřického biskupa Huga Františka z Konigseggu. Roku 1806 zámek vyhořel. Byl sice opraven, ale při rekonstrukci byla odstraněna většina architektonických článků. Na konci devatenáctého století byl žitenický statek pronajímán a během druhé pozemkové reformy rozdělen. Po druhé světové válce zámek sloužil státnímu statku a později jednotnému zemědělskému družstvu. Od roku 1962 v zámku sídlila pobočka Státního oblastního archivu v Litoměřicích.
V září 2024 se v Žitenicích konalo referendum, v němž občané odsouhlasili, aby se obec snažila zámek, který byl v té době nabízen za 24 milionů korun, odkoupit.

## Stavební podoba
Dvoupatrový zámek má dvě křídla do propojená v pravém úhlu. Podobu gotické tvrze neznáme, ale předpokládá se, že se její zdivo zachovalo v západním zámeckém křídle. Z renesanční stavby se zachovala sdružená okna. V západním křídle jsou zazděné arkády. Významnou architektonickou památkou je brána do dvora s bosovanými pilastry a segmentovým štítem, ve kterém se nachází letopočet 1699 a erb probošta Huga z Konigseggu. Pravděpodobným autorem brány je architekt Giulio Broggio.